# Kenny Laguna
Kenneth Benjamin "Kenny" Laguna (Greenwich Village, 30 de enero de 1954) es un compositor y productor musical estadounidense, reconocido principalmente por su trabajo con Joan Jett.

## Biografía
Laguna nació en Greenwich Village, Nueva York, y comenzó a tocar el piano en bailes de la escuela secundaria desde la edad de doce años. A finales de la década de 1960 trabajó como compositor y productor con Super K Productions, subsidiaria de Buddah Records, escribiendo canciones para artistas y bandas como Tony Orlando, The Ohio Express y The Lemon Pipers, a menudo en equipo con los compositores Bo Gentry, Bobby Bloom y Ritchie Cordell. Laguna tocó los teclados por un tiempo con la banda Tommy James and The Shondells y tocó en su exitoso sencillo de 1968 "Mony Mony"; también aportó los teclados en el segundo álbum de The Ohio Express, Yummy Yummy. También fue tecladista de Simon Says, Goody Goody Gumdrops, Indian Giver, The Crazy Elephant y The Lemon Pipers.
A mediados de la década de 1970 trabajó durante un tiempo en Gran Bretaña y produjo una serie de álbumes con la banda de Steve Gibbons, así como su éxito en el Reino Unido "Tulane", una versión de una canción de Chuck Berry. También trabajó en Los Ángeles como escritor y productor para Beserkley Records. Laguna conoció y comenzó a trabajar con Joan Jett poco después de la separación de The Runaways en 1979. Obtuvo un contrato discográfico individual para Jett y coprodujo sus álbumes en solitario, incluyendo los exitosos Bad Reputation (1980) y I Love Rock 'n' Roll (1981). Estableció Blackheart Records con Jett en la década de 1980. Continuó trabajando con Joan Jett, como intérprete, productor y mánager, en sus álbumes y giras posteriores, y actuó como productor ejecutivo en la película de 2010 The Runaways sobre la primera banda de Joan.
El 18 de abril de 2015, Kenny Laguna, junto con Joan Jett & the Blackhearts, fue incluido en el Salón de la Fama del Rock and Roll.